# Mucinase
 (janvier 2020).
Si vous disposez d'ouvrages ou d'articles de référence ou si vous connaissez des sites web de qualité traitant du thème abordé ici, merci de compléter l'article en donnant les références utiles à sa vérifiabilité et en les liant à la section « Notes et références ».
La mucinase est une enzyme de la famille des lyases élaborée par une bactérie, Vibrio cholerae. Cette dernière est responsable d'épidémie de choléra chez l'homme grâce à cette enzyme qui détruit le mucus qui recouvre les entérocytes, ce qui permet à la bactérie d'entrer dans ces cellules.